# Déry Attila
Déry Attila Ákos (Budapest, 1954. április 16. –) Ybl Miklós-díjas magyar építészmérnök, építészettörténész, építészeti szakíró, egyetemi magántanár, a Magyar Tudományos Akadémia köztestületi tagja.

## Élete
Az Óbudai Árpád Gimnáziumban tanult, a Budapesti Műszaki Egyetemen szerzett építészmérnöki diplomát, elvégezte MÉSZ mesteriskoláját (1984–1986), tudományok kandidátusa (1990), habilitált (2011). Az Iparterv tervezője (1979–1987), az Országos Műemléki Felügyelőség és utódszervezetei tudományos kutatója és osztályvezetője (1987–2000). A Budapesti Műszaki és Gazdaságtudományi Egyetem Építőanyagok és Magasépítés Tanszékén oktat építészettörténetet, rekonstrukciós tervezést és történeti anyag- és  szerkezettant.  Korábban tanított Kolozsváron és Pécsett is.[forrás?]
Felesége Csáki-Maronyák Katalin építészmérnök, gyermekeik Attila, Boldizsár, Katalin. Apja ifj. Déry Attila (1925–) üveggyárak és üveggyári technológiák tervezője és szakértője Magyarországon és külföldön, nagyapja id. Déry Attila (Mráz, 1900–1968) üvegipari szakember.
Családja a Nyitra megyei Csári községből származik, 1642 óta követhető. Eredeti neve (dabasi) Mráz, de az 1770-es évektől az összeírásokban már Déry néven is szerepel.[forrás?]
Jelentős szakirodalmi munkásságot folytat, számos könyve jelent meg. Kutatási területe többek között a XIX–XX. századi építészettörténet, a régi építészet technikatörténete, de nagy terjedelmű katalógusokat (építészeti topográfiákat) készített Budapest egyes kerületeinek épületeiről. Munkásságát 2006-ban Ybl Miklós-díjjal ismerték el, 2009-ben pedig a Magyar Köztársasági Érdemrend lovagkeresztjét adományozták neki.

## Írásai

### Könyvei
- Budapest eklektikus épület-szobrászata. Budapest, 1991
- Nemzeti kísérletek építészetünk történetében. Budakeszi, 1995
- Házak, emlékek, alkotók. Építészettörténeti séta a Szentimrevárosban és környékén. 2021 Budapest, 1999. (A Szentimreváros története 4., 2. bővített változat 2021.)
- Magyar építészet 1867–1945. Budapest, 2000. (Merényi Ferenccel közösen)
- Történeti anyagtan. Budapest, 2000
- Történeti szerkezettan. Budapest, 2002
- A forma visszaszerzése. Építészettörténeti tanulmányok. Budapest, 2002
- Európai építészet 1750–1918. Budapest, 2004. (Merényi Ferenccel közösen)
- Régi építészeti kifejezések gyűjteménye. Budapest, 2004. (II., bővített kiadás: 2005)
- Klasszikus formatan. Budapest, 2005
- Építészeti bibliográfia a könyvnyomtatás kezdetétől az első világháborúig. Budapest, 2008
- Építészeti szakkifejezések szótára. Az építészet régi és új szavai. Budapest, 2011
- Alak és forma. Budapest, 2014
- Architectural history bibliography before 1914. Scholars' Press. Budapest, 2017
- Múltunk jövője. Gondolatok épített örökségünk sorsáról. Budapest, 2019
- Nemzet és építészet Magyarországon, TERC Kft., Budapest, 2024[7]

#### Könyvsorozatai
- Pest építészeti topográfiája-sorozat:
  - Pest építészeti topográfiája I. Pest Története és művészete. Budapest, 2005
  - Pest építészeti topográfiája II. V. kerület, Belváros – Lipótváros. Budapest, 2005
  - Pest építészeti topográfiája III. VI–VII. kerület, Terézváros-Erzsébetváros. Budapest, 2006
  - Pest építészeti topográfiája IV. VIII. kerület, Józsefváros. Budapest, 2007
- Öt könyv a régi építészetről-sorozat, Budapest 2010, 2. bővített kiadás 2020.:
  - 1. kötet. Alapozások és szerkezeti anyagok.
  - 2. kötet. Falak, boltozatok, tagozatok, lépcsők.
  - 3. kötet. Faanyagú födémek, tetők, falak.
  - 4. kötet. Fémek, fémszerkezetek.
  - 5. kötet. Festések,  burkolatok, üvegek, szigetelések, gépészet.
  - (6. kötet.) Hatodik könyv a régi építészetről. Nyílászárók. Budapest, 2014

### Fontosabb tanulmányai más publikációkban
- A kiegyezés korának építészeti programadója: Ney Béla. = in: Horler Miklós hetvenedik születésnapjára. * tanulmányok. OMvH 1993
- Az építészeti eklektika anyaghasználatának kérdéséhez = in: Gerő László nyolcvanötödik születésnapjára * tanulmányok. OMvH 1994
- Bérházak, Pénzintézetek. = in: Épülettípusok a kiegyezés utáni Magyarországon. szerk. Császár László. Budapest, 1995
- „Építésügyi szabályozások” és “Fővárosi Közmunkák tanácsa”. = in: A magyar építőmesterség történetének kisenciklopédiája. Szerk. Császár László és Sedlmayr János, Budapest, 1992
- A Fővárosi Közmunkák tanácsának története. Budapesti Negyed 9. 1995/3
- A historizmus korának építési technikája és a helyreállítás problémái. = in: Hitelesség, módszer kivitel a magyarországi gyakorlatban. főszerk. Harrach Erzsébet. Budapest, 1996
- A hagyományos műemléki gyakorlat és annak alkalmazhatósága az ipari műemlékek esetében. = in: Az ipari műemlékvédelem helyzete Magyarországon. OMvH 1997
- Tartószerkezetek korai méretezési elvei és megoldásai = in: Koppány Tibor hetvenedik születésnapjára. * tanulmányok. OMvH 1998.
- Előszó a Magyar Állami Felső Építő Ipariskola Szünidei Felvételei reprint kiadásához. Budapest, 2002
- Építészet a két világháború között. in= PANNON ENCIKLOPÉDIA. A magyar építészet története. Budapest, 2009